# Leichtathletik-Asienmeisterschaften 2015
Die 21. Leichtathletik-Asienmeisterschaften wurden vom 3. bis 7. Juni 2015 in Wuhan, China ausgetragen.

## Männer

### 100 m
| Platz | Athlet            | Land | Zeit (s)   |
| ----- | ----------------- | ---- | ---------- |
| 1     | Femi Ogunode      | QAT  | 9,91 AR CR |
| 2     | Zhang Peimeng     | CHN  | 10,15      |
| 3     | Reza Ghasemi      | IRI  | 10,19      |
| 4     | Xie Zhenye        | CHN  | 10,25      |
| 5     | Yang Yang         | CHN  | 10,27      |
| 6     | Mishal al-Mutairi | KUW  | 10,27 NR   |
| 7     | Barakat al-Harthi | OMA  | 10,29      |
| 8     | Samuel Francis    | QAT  | 10,31      |

Finale: 4. Juni
Wind: +1,8 m/s

### 200 m
| Platz | Athlet                    | Land | Zeit (s) |
| ----- | ------------------------- | ---- | -------- |
| 1     | Femi Ogunode              | QAT  | 20,32    |
| 2     | Fahhad Mohammed al-Subaie | KSA  | 20,63    |
| 3     | Dharambir Singh           | IND  | 20,66    |
| 4     | Kōtarō Taniguchi          | JPN  | 20,69    |
| 5     | Yang Chun-han             | TPE  | 20,96    |
| 6     | Reza Ghasemi              | IRI  | 21,08    |
| 7     | Shōta Hara                | JPN  | 21,16    |
| 8     | Khalid Saleh al-Ghailani  | OMA  | 21,34    |

Finale: 7. Juni
Wind: +1,0 m/s

### 400 m
| Platz | Athlet            | Land | Zeit (s) |
| ----- | ----------------- | ---- | -------- |
| 1     | Abdalelah Haroun  | QAT  | 44,68    |
| 2     | Youssef Masrahi   | KSA  | 45,14    |
| 3     | Kentarō Satō      | JPN  | 46,09    |
| 4     | Abubakar Abbas    | BHR  | 46,15    |
| 5     | Takamasa Kitagawa | JPN  | 46,33    |
| 6     | Sajjad Hashemi    | IRI  | 46,62    |
| 7     | Arokia Rajiv      | IND  | 46,65    |
| 8     | Mehdi Zamani      | IRI  | 47,01    |

Finale: 4. Juni

### 800 m
| Platz | Athlet                   | Land | Zeit (min) |
| ----- | ------------------------ | ---- | ---------- |
| 1     | Musaeb Abdulrahman Balla | QAT  | 1:49,40    |
| 2     | Jinson Johnson           | IND  | 1:49,69    |
| 3     | Shō Kawamoto             | JPN  | 1:50,50    |
| 4     | Belal Mansoor Ali        | BHR  | 1:51,10    |
| 5     | Indunil Herath           | SRI  | 1:51,51    |
| 6     | Farhod Kuralow           | TJK  | 1:51,60    |
| 7     | Jamal Hairane            | QAT  | 1:53,76    |
| 8     | Mohammed al-Salhi        | KSA  | 1:53,84    |

Finale: 7. Juni

### 1500 m
| Platz | Athlet            | Land | Zeit (min) |
| ----- | ----------------- | ---- | ---------- |
| 1     | Mohamad al-Garni  | QAT  | 3:41,42    |
| 2     | Mohammed Tiouali  | BHR  | 3:42,43    |
| 3     | Belal Mansoor Ali | BHR  | 3:43,67    |
| 4     | Daiki Hirose      | JPN  | 3:43,86    |
| 5     | Li Lei            | CHN  | 3:45,60    |
| 6     | Moslem Niadoost   | IRI  | 3:46,41    |
| 7     | Wesam al-Massri   | PLE  | 3:47,97    |
| 8     | Masaki Toda       | JPN  | 3:49,56    |

Finale: 3. Juni

### 5000 m
| Platz | Athlet                   | Land | Zeit (min)  |
| ----- | ------------------------ | ---- | ----------- |
| 1     | Mohamad al-Garni         | QAT  | 13:34,47 CR |
| 2     | Albert Kibichii Rop      | BHR  | 13:35,26    |
| 3     | Govindan Lakshmanan      | IND  | 13:36,62    |
| 4     | Naohiro Domoto           | JPN  | 13:38,98    |
| 5     | Duo Bujie                | CHN  | 13:55,58    |
| 6     | Andrey Petrov            | UZB  | 14:17,48    |
| 7     | Shin Hyun-su             | KOR  | 14:17,60    |
| 8     | Chaminda Indika Wijekoon | SRI  | 14:23,77    |

4. Juni

### 10.000 m
| Platz | Athlet               | Land | Zeit (min) |
| ----- | -------------------- | ---- | ---------- |
| 1     | El Hassan el-Abbassi | BHR  | 28:50,71   |
| 2     | Govindan Lakshmanan  | IND  | 29:42,81   |
| 3     | Andrey Petrov        | UZB  | 30:20,68   |
| 4     | Qi Zhenfei           | CHN  | 31:07,17   |
| 5     | Ilia Tiapkin         | KGZ  | 31:14,67   |
| 6     | Lal Bahadur Thapa    | NEP  | 31:29,00   |
| 7     | Shin Hyun-su         | KOR  | 31:46,64   |
| 8     | Kim Hak-su           | KOR  | 33:01,29   |

6. Juni

### 110 m Hürden
| Platz | Athlet                  | Land | Zeit (s) |
| ----- | ----------------------- | ---- | -------- |
| 1     | Xie Wenjun              | CHN  | 13,56    |
| 2     | Abdulaziz al-Mandeel    | KUW  | 13,67    |
| 3     | Kim Byoung-jun          | KOR  | 13,75    |
| 4     | Jamras Rittidet         | THA  | 13,77    |
| 5     | Jiang Fan               | CHN  | 13,85    |
| 6     | Yang Wei-ting           | TPE  | 13,87    |
| 7     | Zhang Honglin           | CHN  | 13,92    |
|       | Yaqoub Mohamed al-Youha | KUW  | DSQ      |

Finale: 3. Juni
Wind: -0,6 m/s

### 400 m Hürden
| Platz | Athlet              | Land | Zeit (s) |
| ----- | ------------------- | ---- | -------- |
| 1     | Yūta Konishi        | JPN  | 49,58    |
| 2     | Chen Chieh          | TPE  | 49,68    |
| 3     | Kazuaki Yoshida     | JPN  | 49,95    |
| 4     | Cheng Wen           | CHN  | 50,04    |
| 5     | Dmitri Koblow       | KAZ  | 50,89    |
| 6     | Chan Ka Chun        | HKG  | 51,68    |
| 7     | Chen Ke             | CHN  | 51,74    |
|       | Jasem Walied al-Mas | KUW  | DSQ      |

Finale: 6. Juni

### 3000 m Hindernis
| Platz | Athlet               | Land | Zeit (min) |
| ----- | -------------------- | ---- | ---------- |
| 1     | John Kibet Koech     | BHR  | 8:27,03    |
| 2     | Hashim Mohamed Salah | QAT  | 8:36,02    |
| 3     | Evans Chematot       | BHR  | 8:42,76    |
| 4     | Hossein Keyhani      | IRI  | 8:48,48    |
| 5     | Singh Jaiveer        | IND  | 8:52,16    |
| 6     | Aoi Matsumoto        | JPN  | 9:00,34    |
|       | Naveen Kumar         | IND  | DOP        |

6. Juni
Der ursprünglich siebtplatzierte Inder Kumar wurde im Nachhinein wegen eines Dopingverstoßes disqualifiziert.

### 4 × 100 m Staffel
| Platz | Land                | Athleten                                                                             | Zeit (s) |
| ----- | ------------------- | ------------------------------------------------------------------------------------ | -------- |
| 1     | Volksrepublik China | Chen Shiwei Mo Youxue Su Bingtian Zhang Peimeng Im Vorlauf: Wu Zhiqiang              | 39,04    |
| 2     | Hongkong            | Tang Yik Chun So Chun Hong Ng Ka Fung Tsui Chi Ho                                    | 39,25    |
| 3     | Chinesisch Taipeh   | Wang Wen-tang Yang Chun-han Lo Yen-yao Shen Yu-sen                                   | 39,35    |
| 4     | Sri Lanka           | Himasha Eashan Shehan Abeypitiya Vinoj De Silva Mohamed Abdul Ladeef                 | 39,38 NR |
| 5     | Thailand            | Kritsada Namsuwan Aphisit Promkaew Jirapong Meenapra Jaran Sathoengram               | 39,38    |
| 6     | Indien              | Shankar Debnath Umar Rane Amiya Kumar Mallick Abdul Najeeb Qureshi                   | 39,67    |
| 7     | Oman                | Mohamed Obaid al-Saadi Barakat al-Harthi Abdullah al-Sooli Khalid Saleh al-Ghailani  | 39,75    |
| 8     | Saudi-Arabien       | Bandar Atiah Kaabi Fahhad Mohammed al-Subaie Ali Hussein al-Zaki Ahmed Fayez Marzouk | 40,41    |

Finale: 4. Juni

### 4 × 400 m Staffel
| Platz | Land                | Athleten                                                                       | Zeit (min) |
| ----- | ------------------- | ------------------------------------------------------------------------------ | ---------- |
| 1     | Katar               | Femi Ogunode Musaeb Abdulrahman Balla Mohamed El Nour Mohamed Abdalelah Haroun | 3:02,50 CR |
| 2     | Saudi-Arabien       | Mazen al-Yasen Mohammed al-Salhi Abdullah Abkar Mohammed Youssef Masrahi       | 3:02,62    |
| 3     | Japan               | Julian Walsh Yūzō Kanemaru Kazuma Ōseto Takamasa Kitagawa                      | 3:03,47    |
| 4     | Indien              | Vijyakumaran Sajin Ayyasamy Dharun Sachin Roby Arokia Rajiv                    | 3:05,14    |
| 5     | Sri Lanka           | Dilip Mudiyanselage Anjana Welegedara Chanaka Gedara Kalinga Kumarage          | 3:05,79    |
| 6     | Oman                | Ahmed al-Marjibi Othman al-Busaidi Mohamed Obaid al-Saadi Ahmed Mubarak Saleh  | 3:05,94    |
| 7     | Volksrepublik China | Li Xiaolong Zhu Chenbin Fang Yuan Mao Guorong                                  | 3:07,36    |
| 8     | Hongkong            | Chan Ka Chun Leung King Hung Ho Tsz Fung Fung Kin Lok                          | 3:14,19    |

7. Juni

### Hochsprung
| Platz | Athlet              | Land | Höhe (m) |
| ----- | ------------------- | ---- | -------- |
| 1     | Takashi Etō         | JPN  | 2,24     |
| 2     | Hsiang Chun-hsien   | TPE  | 2,24     |
| 3     | Mutaz Essa Barshim  | QAT  | 2,20     |
| 4     | Hiromi Takahari     | JPN  | 2,20     |
| 5     | Keyvan Ghanbarzadeh | IRI  | 2,20     |
| 6     | Manjula Kumara      | SRI  | 2,20     |
| 7     | Wang Yu             | CHN  | 2,15     |
| 8     | Majd Eddin Ghazal   | SYR  | 2,10     |
| 8     | Yu Shisuo           | CHN  | 2,10     |

7. Juni

### Stabhochsprung
| Platz | Athlet           | Land | Höche (m) |
| ----- | ---------------- | ---- | --------- |
| 1     | Zhang Wei        | CHN  | 5,60      |
| 2     | Seito Yamamoto   | JPN  | 5,50      |
| 3     | Huang Bokai      | CHN  | 5,50      |
| 4     | Hiroki Ogita     | JPN  | 5,50      |
| 5     | Yao Jie          | CHN  | 5,50      |
| 6     | Sergei Grigorjew | KAZ  | 5,40      |
| 6     | Han Du-hyeon     | KOR  | 4,40      |
| 8     | Nikita Filippow  | KAZ  | 4,40      |

Finale: 4. Juni

### Weitsprung
| Platz | Athlet              | Land | Weite (m) |
| ----- | ------------------- | ---- | --------- |
| 1     | Gao Xinglong        | CHN  | 7,96      |
| 2     | Ted Hooper          | TPE  | 7,80      |
| 3     | Tang Gongchen       | CHN  | 7,79      |
| 4     | Ankit Sharma        | IND  | 7,76      |
| 5     | Kumaravel Premkumar | IND  | 7,69      |
| 6     | Yōhei Sugai         | JPN  | 7,67      |
| 7     | Ahmed Fayez Marzouk | KSA  | 7,55      |
| 8     | Konstantin Safronow | KAZ  | 7,45      |

Finale: 4. Juni

### Dreisprung
| Platz | Athlet               | Land | Weite (m) |
| ----- | -------------------- | ---- | --------- |
| 1     | Kim Deok-hyeon       | KOR  | 16,86     |
| 2     | Cao Shuo             | CHN  | 16,77     |
| 3     | Roman Walijew        | KAZ  | 16,67     |
| 4     | Dong Bin             | CHN  | 16,65     |
| 5     | Xu Xiaolong          | CHN  | 16,59     |
| 6     | Daigo Hasegawa       | JPN  | 16,36     |
| 7     | Rashid al-Mannai     | QAT  | 16,06     |
| 8     | Nassan Nasser Dawshi | KSA  | 15,77     |

Finale: 7. Juli

### Kugelstoßen
| Platz | Athlet           | Land | Weite (m) |
| ----- | ---------------- | ---- | --------- |
| 1     | Inderjeet Singh  | IND  | 20,41 CR  |
| 2     | Chang Ming-huang | TPE  | 19,56     |
| 3     | Tian Zizhong     | CHN  | 19,25     |
| 4     | Liu Yang         | CHN  | 19,23     |
| 5     | Wang Guangfu     | CHN  | 18,72     |
| 6     | Hayato Yamamoto  | JPN  | 17,85     |
| 7     | Iwan Iwanow      | KAZ  | 17,78     |
| 8     | Sergey Dementev  | UZB  | 17,47     |

3. Juni

### Diskuswurf
| Platz | Athlet                    | Land | Weite (m) |
| ----- | ------------------------- | ---- | --------- |
| 1     | Vikas Gowda               | IND  | 62,03     |
| 2     | Essa Mohamed al-Zankawi   | KUW  | 61,57     |
| 3     | Mahmoud Samimi            | IRI  | 59,78     |
| 4     | Ahmed Mohamed Dheeb       | QAT  | 58,84     |
| 5     | Sultan Mubarak al-Dawoodi | KSA  | 56,98     |
| 6     | Wu Jian                   | CHN  | 55,75     |
| 7     | Zhang Mengjie             | CHN  | 55,69     |
| 8     | Arjun Kumar               | IND  | 55,47     |

6. Juni

### Hammerwurf
| Platz | Athlet                | Land | Weite (m) |
| ----- | --------------------- | ---- | --------- |
| 1     | Dilschod Nasarow      | TJK  | 77,68     |
| 2     | Ashraf Amgad el-Seify | QAT  | 76,03     |
| 3     | Wan Yong              | CHN  | 73,40     |
| 4     | Suhrob Xoʻjayev       | UZB  | 72,63     |
| 5     | Wang Shizhu           | CHN  | 71,71     |
| 6     | Pezhman Ghalehnoei    | IRI  | 70,27     |
| 7     | Mergen Mämmedow       | TKM  | 65,89     |
| 8     | Qi Dakai              | CHN  | 65,49     |

4. Juni

### Speerwurf
| Platz | Athlet              | Land | Weite (m) |
| ----- | ------------------- | ---- | --------- |
| 1     | Huang Shih-feng     | TPE  | 79,74     |
| 2     | Bobur Shokirjonov   | UZB  | 79,09     |
| 3     | Yukifumi Murakami   | JPN  | 79,05     |
| 4     | Waruna Lakshan      | SRI  | 76,75     |
| 5     | Li Yingchang        | CHN  | 75,84     |
| 6     | Ma Qun              | CHN  | 74,84     |
| 7     | Cheng Chao-tsun     | TPE  | 73,71     |
| 8     | Davinder Singh Kang | IND  | 71,28     |

6. Juni

### Zehnkampf
| Platz | Athlet                  | Land | Punkte |
| ----- | ----------------------- | ---- | ------ |
| 1     | Akihiko Nakamura        | JPN  | 7773   |
| 2     | Guo Qi                  | CHN  | 7289   |
| 3     | Hu Yufei                | CHN  | 7042   |
| 4     | Chen Xiaohong           | CHN  | 6380   |
| 5     | Marat Khaydarov         | UZB  | 6159   |
|       | Mohamed Ahmed al-Mannai | QAT  | DNF    |

6./7. Juni

## Frauen

### 100 m
| Platz | Athletin             | Land | Zeit (s) |
| ----- | -------------------- | ---- | -------- |
| 1     | Chisato Fukushima    | JPN  | 11,23    |
| 2     | Wiktorija Sjabkina   | KAZ  | 11,34    |
| 3     | Wei Yongli           | CHN  | 11,46    |
| 4     | Olga Safronowa       | KAZ  | 11,47    |
| 5     | Srabani Nanda        | IND  | 11,48    |
| 6     | Rumeshika Rathnayake | SRI  | 11,56    |
| 7     | Tao Yujia            | CHN  | 11,66    |
| 8     | Kim Min-ji           | KOR  | 11,80    |

Finale: 4. Juni
Wind: +2,5 m/s

### 200 m
| Platz | Athletin                | Land | Zeit (s) |
| ----- | ----------------------- | ---- | -------- |
| 1     | Wiktorija Sjabkina      | KAZ  | 23,09    |
| 2     | Olga Safronowa          | KAZ  | 23,46    |
| 3     | Srabani Nanda           | IND  | 23,54    |
| 4     | Lin Huijun              | CHN  | 23,73    |
| 5     | Kana Ichikawa           | JPN  | 23,74    |
| 6     | Maryam Tousi            | IRI  | 23,95    |
| 7     | Dana Hussein Abdulrazak | IRQ  | 24,04    |
| 8     | Anna Doi                | JPN  | 24,36    |

Finale: 7. Juni
Wind: +0,4 m/s

### 400 m
| Platz | Athletin             | Land | Zeit (s) |
| ----- | -------------------- | ---- | -------- |
| 1     | Yang Huizhen         | CHN  | 52,37    |
| 2     | M. R. Poovamma       | IND  | 53,07    |
| 3     | Anastassija Kudinowa | KAZ  | 53,41    |
| 4     | Julija Rachmanoqa    | KAZ  | 53,66    |
| 5     | Chandrika Rasnayake  | SRI  | 54,24    |
| 6     | Sayaka Aoki          | JPN  | 54,61    |
| 7     | Asami Chiba          | JPN  | 54,71    |
| 8     | Sri Maya Sari        | INA  | 56,28    |

Finale: 4. Juni

### 800 m
| Platz | Athletin              | Land | Zeit (min) |
| ----- | --------------------- | ---- | ---------- |
| 1     | Tintu Lukka           | IND  | 2:01,53    |
| 2     | Zhao Jing             | CHN  | 2:03,40    |
| 3     | Nimali Liyanarachchi  | SRI  | 2:03,94    |
| 4     | Marimuthu Gomathy     | IND  | 2:04,89    |
| 5     | Wang Mei              | CHN  | 2:06,79    |
| 6     | Gayanthika Abeyrathne | SRI  | 2:07,46    |
| 7     | Fumika Ōmori          | JPN  | 2:09,99    |
|       | Xenija Faiskanowa     | KGZ  | DNS        |

Finale: 7. Juni

### 1500 m
| Platz | Athletin            | Land | Zeit (min) |
| ----- | ------------------- | ---- | ---------- |
| 1     | Betlhem Desalegn    | VAE  | 4:29,39    |
| 2     | Zhao Jing           | CHN  | 4:29,40    |
| 3     | Maya Iino           | JPN  | 4:32,90    |
| 4     | Xenija Faiskanowa   | KGZ  | 4:35,42    |
| 5     | Kim Chun Mi         | PRK  | 4:37,45    |
| 6     | Gulschanoi Satarowa | KGZ  | 4:38,42    |

3. Juni

### 5000 m
| Platz | Athletin            | Land | Zeit (min)  |
| ----- | ------------------- | ---- | ----------- |
| 1     | Betlhem Desalegn    | VAE  | 15:25,15    |
| 2     | Alia Saeed Mohammed | VAE  | 15:28,74    |
| 3     | Darja Maslowa       | KGZ  | 15:42,82 PB |
| 4     | Mao Kiyota          | JPN  | 15:49,99    |
| 5     | Risa Kikuchi        | JPN  | 16:04,39    |
| 6     | Li Zhixuan          | CHN  | 16:07,05    |
| 7     | Xu Qiuzi            | CHN  | 16:16,66    |
| 8     | Marina Khmelevskaya | UZB  | 16:43,20    |

4. Juni

### 10.000 m
| Platz | Athletin            | Land | Zeit (s)    |
| ----- | ------------------- | ---- | ----------- |
| 1     | Alia Saeed Mohammed | VAE  | 31:52,29 CR |
| 2     | Eunice Chumba       | BHR  | 32:22,29    |
| 3     | Michi Numata        | JPN  | 32:44,57    |
| 4     | Wu Xufeng           | CHN  | 33:03,86    |
| 5     | Zhang Meixia        | CHN  | 34:53,97    |
| 6     | Marina Khmelevskaya | UZB  | 35:25,25    |
|       | Lalita Babar        | IND  | DNF         |
|       | Sitora Hamidova     | UZB  | DNS         |

7. Juni

### 100 m Hürden
| Platz | Athletin              | Land | Zeit (s) |
| ----- | --------------------- | ---- | -------- |
| 1     | Wu Shuijiao           | CHN  | 13,12    |
| 2     | Anastassija Pilipenko | KAZ  | 13,33    |
| 3     | Ayako Kimura          | JPN  | 13,41    |
| 4     | Kang Ya               | CHN  | 13,46    |
| 5     | Hitomi Shimura        | JPN  | 13,48    |
| 6     | Jung Hye-lim          | KOR  | 13,54    |
| 7     | Gayathri Govindaraj   | IND  | 13,69    |
| 8     | Sun Yawei             | CHN  | 13,72    |

Finale: 3. Juni
Wind: -0,4 m/s

### 400 m Hürden
| Platz | Athletin            | Land | Zeit (s) |
| ----- | ------------------- | ---- | -------- |
| 1     | Kemi Adekoya        | BHR  | 54,31 CR |
| 2     | Manami Kira         | JPN  | 57,14    |
| 3     | Xiao Xia            | CHN  | 57,69    |
| 4     | Anu Raghavan        | IND  | 57,79    |
| 5     | Alexandra Romanowa  | KAZ  | 58,03    |
| 6     | Ghofran Al-Mohammad | SYR  | 58,68    |
| 7     | Akiko Ito           | JPN  | 59,08    |
| 8     | Jo Eun-ju           | KOR  | 59,90    |

Finale: 6. Juni

### 3000 m Hindernis
| Platz | Athlet          | Land | Zeit (min)  |
| ----- | --------------- | ---- | ----------- |
| 1     | Lalita Babar    | IND  | 09:34,13 CR |
| 2     | Li Zhenzhu      | CHN  | 09:41,43    |
| 3     | Zhang Xinyan    | CHN  | 09:46,82    |
| 4     | Ok Byol Ju      | PRK  | 10:26,06    |
| 5     | Anju Takamizawa | JPN  | 10:47,07    |
| 6     | Un Hwa Jang     | PRK  | 11:31,82    |

6. Juni

### 4 × 100 m Staffel
| Platz | Land                | Athletinnen                                                                   | Zeit (s) |
| ----- | ------------------- | ----------------------------------------------------------------------------- | -------- |
| 1     | Volksrepublik China | Tao Yujia Yuan Qiqi Lin Huijun Wei Yongli                                     | 43,10 CR |
| 2     | Japan               | Saori Kitakaze Anna Doi Chisato Fukushima Kana Ichikawa                       | 44,14    |
| 3     | Thailand            | Supawan Thipat Khanrutai Pakdee Phatsorn Jaksuninkorn Tassaporn Wannakit      | 44,73    |
| 4     | Indien              | Sini Sahadevan Mg Padmini Srabani Nanda Dutee Chand                           | 45,72    |
|       | Kasachstan          | Swetlana Iwantschukowa Wiktorija Sjabkina Anastassija Tulapina Olga Safronowa | DSQ      |

4. Juni

### 4 × 400 m Staffel
| Platz | Land                | Athletinnen                                                             | Zeit (min) |
| ----- | ------------------- | ----------------------------------------------------------------------- | ---------- |
| 1     | Volksrepublik China | Huang Guifen Cheng Chong Chen Jingwen Yang Huizhen                      | 3:33,44    |
| 2     | Indien              | Jisna Mathew Tintu Lukka Debashree Mazumdar M. R. Poovamma              | 3:33,81    |
| 3     | Kasachstan          | Elina Michina Julija Rachmanowa Alexandra Romanowa Anastassija Kudinowa | 3:35,14    |
| 4     | Japan               | Sayaka Fujisawa Asami Chiba Sayaka Aoki Manami Kira                     | 3:35,93    |
| 5     | Hongkong            | Lam Christy Ho Yan Chua Yan Ching Poon Hang Wai Chan Sin Hung           | 3:56,40    |

Finale: 7. Juni

### Hochsprung
| Platz | Athletin          | Land | Höhe (m) |
| ----- | ----------------- | ---- | -------- |
| 1     | Svetlana Radzivil | UZB  | 1,91     |
| 2     | Wang Yang         | CHN  | 1,88     |
| 3     | Zheng Xingjuan    | CHN  | 1,84     |
| 4     | Zhang Luyu        | CHN  | 1,75     |
| 5     | Yap Sean Yee      | MAS  | 1,70     |
|       | Shieriai Tsuda    | JPN  | NM       |

3. Juni

### Stabhochsprung
| Platz | Athletin     | Land | Höhe (m)   |
| ----- | ------------ | ---- | ---------- |
| 1     | Li Ling      | CHN  | 4,66 AR CR |
| 2     | Xu Huiqin    | CHN  | 4,30       |
| 3     | Tomomi Abiko | JPN  | 4,20       |
| 4     | Choi Ye-eun  | KOR  | 4,20       |
| 5     | Ren Mengqian | CHN  | 4,10       |
|       | Rachel Yang  | SIN  | DNS        |

6. Juni

### Weitsprung
| Platz | Athletin                  | Land | Weite (m) |
| ----- | ------------------------- | ---- | --------- |
| 1     | Lu Minjia                 | CHN  | 6,52      |
| 2     | Jung Soon-ok              | KOR  | 6,47      |
| 3     | Xu Xiaoling               | CHN  | 6,46      |
| 4     | Zhou Xiaoxue              | CHN  | 6,40      |
| 5     | Noor Amira Mohamad Nafiah | MAS  | 6,29      |
| 6     | Mayookha Johny            | IND  | 6,24      |
| 7     | Anna Bulanowa             | KGZ  | 6,10      |
| 8     | Konomi Kai                | JPN  | 6,06      |

3. Juni

### Dreisprung
| Platz | Athletin              | Land | Weite (m) |
| ----- | --------------------- | ---- | --------- |
| 1     | Wang Wupin            | CHN  | 13,76     |
| 2     | Li Yanmei             | CHN  | 13,57     |
| 3     | Wang Rong             | CHN  | 13,44     |
| 4     | Aleksandra Kotlyarova | UZB  | 13,40     |
| 5     | Irina Ektowa          | KAZ  | 13,27     |
| 6     | Bae Chan-mi           | KOR  | 12,76     |
| 7     | Vidusha Lakshani      | SRI  | 12,69     |
| 8     | Nadia Mohd Zuki       | MAS  | 12,59     |

7. Juni

### Kugelstoßen
| Platz | Athletin      | Land | Weite (m) |
| ----- | ------------- | ---- | --------- |
| 1     | Guo Tianqian  | CHN  | 18,59     |
| 2     | Gao Yang      | CHN  | 17,98     |
| 3     | Bian Ka       | CHN  | 17,78     |
| 4     | Lin Chia-ying | TPE  | 15,58     |

7. Juni

### Diskuswurf
| Platz | Athletin         | Land | Weite (m) |
| ----- | ---------------- | ---- | --------- |
| 1     | Su Xinyue        | CHN  | 63,90     |
| 2     | Tan Jian         | CHN  | 62,97     |
| 3     | Lu Xiaoxin       | CHN  | 62,30     |
| 4     | Subenrat Insaeng | THA  | 58,47     |
| 5     | Li Tsai-yi       | TPE  | 53,08     |
| 6     | Navjeet Dhillon  | IND  | 51,66     |
| 7     | Fateme Khayati   | IRI  | 48,64     |
| 8     | Eriko Nakata     | JPN  | 48,13     |

4. Juni

### Hammerwurf
| Platz | Athletin               | Land | Weite (m) |
| ----- | ---------------------- | ---- | --------- |
| 1     | Liu Tingting           | CHN  | 68,24     |
| 2     | Luo Na                 | CHN  | 64,97     |
| 3     | Akane Watanabe         | JPN  | 59,39     |
| 4     | Park Hee-seon          | KOR  | 58,39     |
| 5     | Grace Wong Xiu Mei     | MAS  | 53,10     |
| 6     | Anastasiya Aslanidu    | UZB  | 50,64     |
| 7     | Casier Renee Kelly Lee | MAS  | 47,80     |

3. Juni

### Speerwurf
| Platz | Athletin               | Land | Weite (m) |
| ----- | ---------------------- | ---- | --------- |
| 1     | Liu Shiying            | CHN  | 61,33 CR  |
| 2     | Yang Xinli             | CHN  | 59,24     |
| 3     | Risa Miyashita         | JPN  | 54,76     |
| 4     | Nadeeka Lakmali        | SRI  | 52,29     |
| 5     | Annu Rani              | IND  | 51,26     |
| 6     | Anastasiya Svechnikova | UZB  | 50,92     |
| 7     | Kim Kyung-ae           | KOR  | 48,74     |
| 8     | Chang Chu              | TPE  | 48,02     |

7. Juni

### Siebenkampf
| Platz | Athletin            | Land | Punkte  |
| ----- | ------------------- | ---- | ------- |
| 1     | Yekaterina Voronina | UZB  | 5689    |
| 2     | Liksy Joseph        | IND  | 5554    |
| 3     | Purnima Hembram     | IND  | 5511    |
| 4     | Meg Hemphill        | JPN  | 5493    |
| 5     | Sepideh Tavakoli    | IRI  | 5443 NR |
| 6     | Li Weijian          | CHN  | 5296    |
| 7     | Eri Utsunomiya      | JPN  | 5171    |
| 8     | Wang Qingling       | CHN  | 4995    |

3./4. Juni

## Medaillenspiegel
| Medaillenspiegel | Medaillenspiegel             | Medaillenspiegel | Medaillenspiegel | Medaillenspiegel | Medaillenspiegel |
| Platz            | Land                         | Gold             | Silber           | Bronze           | Gesamt           |
| ---------------- | ---------------------------- | ---------------- | ---------------- | ---------------- | ---------------- |
| 01               | Volksrepublik China          | 15               | 13               | 13               | 41               |
| 02               | Katar                        | 7                | 2                | 1                | 10               |
| 03               | Indien                       | 4                | 5                | 4                | 13               |
| 04               | Japan                        | 4                | 3                | 11               | 18               |
| 05               | Bahrain                      | 3                | 3                | 2                | 8                |
| 06               | Vereinigte Arabische Emirate | 3                | 1                | 0                | 4                |
| 07               | Usbekistan                   | 2                | 1                | 1                | 4                |
| 08               | Chinesisch Taipeh            | 1                | 4                | 1                | 6                |
| 09               | Kasachstan                   | 1                | 3                | 3                | 7                |
| 10               | Südkorea                     | 1                | 1                | 1                | 3                |
| 11               | Tadschikistan                | 1                | 0                | 0                | 1                |
| 12               | Saudi-Arabien                | 0                | 3                | 0                | 3                |
| 13               | Kuwait                       | 0                | 2                | 0                | 2                |
| 14               | Hongkong                     | 0                | 1                | 0                | 1                |
| 15               | Iran                         | 0                | 0                | 2                | 2                |
| 16               | Sri Lanka                    | 0                | 0                | 1                | 1                |
| 16               | Kirgisistan                  | 0                | 0                | 1                | 1                |
| 16               | Thailand                     | 0                | 0                | 1                | 1                |
| Gesamt           | Gesamt                       | 42               | 42               | 42               | 126              |